# Pitàgores d'Argos
Pitàgores d'Argos era un militar de l'antiga Grècia i era germà (segons Titus Livi seria el gendre) del rei tirà i també reformador d'Esparta, Nabis.
Durant la guerra contra Nabis de l'any 195 aC, i abans de la rendició de Gitió, Pitàgores d'Argos va acudir en ajuda d'Esparta amb un exèrcit de 2000 argius a més de 1000 soldats mercenaris.